# Крајпуташ Василију Обрадовићу у Ртарима
Крајпуташ Василију Обрадовићу (†1915) у Ртарима налази се на путу Чачак-Тијање, преко пута продавнице бивше Земљорадничке задруге у Ртарима, Општина Лучани. У непосредној близини 2007. подигнут је споменик Драгачевцима који су учествовали у Боју у Ртарима 1815. године.
Крајпуташ је спомен Василију (рођ. 1885) земљораднику из Ртара, сину Новице и Круне Обрадовић. Василије је са супругом са Милунком (родом из Мршинаца) имао пет ћерки: Славку, Тинку, Радулку, Видосаву и Миру.
Василије Обрадовић учествовао је у Првом светском рату као војник - редов 1. чете 1 батаљона V прекобројног пука. Умро је у Сталаћу 1915. године од последица рањавања.
Споменик типа „пирамидаш” исклесан је од жућкастог пешчара, у облику вертикалне плоче која се завршава на „четири воде”. Једноставне је обраде и директно усађен  у тло. У најдоњем делу, у трећини висине, оперважен је стилизованом бордуром са ресама.
На предњој страни споменика, испод крста у ловоровом венцу, исписан је текст епитафа. Натпис се наставља на десној бочној страни, испод војничке медаље, а завршава на полеђини споменика. На левом боку приказана је војничка пушка.
У скорије време крајпуташ је пребојен у сиво-плаво, са испуном црном бојом у свим клесаним удубљењима. Делом је прекривен лишајем, а површина сипког пешчара почела је да се круни.
Овај споменик показује име
ВАСИЛИЈА Обрадовића из Ртара
војника I чете I батаљона
5 прекобројног пука
погинуо на бојном пољу борећи се
против непријатеља
за отаџбину и слободу свог народа.
Рођен 7. децембра 1885 год.
а погинуо 1915. год.
Бог да му душу прости.
Овај споменик подигоше му
брат Живојин и жена Милунка
и кћери Славка Вида и Мира.
ЊИН НЕ ПРЕЖАЉЕН ОТАЦ.